# Albi di Dylan Dog (1999)
Albi del fumetto Dylan Dog pubblicati nel 1999.
| Nr. | Titolo                     | Mese di pubblicazione | Soggetto              | Sceneggiatura     | Disegni              | Copertina    |
| --- | -------------------------- | --------------------- | --------------------- | ----------------- | -------------------- | ------------ |
| 148 | Abissi di follia           | gennaio               | Giuseppe De Nardo     | Giuseppe De Nardo | Montanari & Grassani | Angelo Stano |
| 149 | L'alieno                   | febbraio              | Pasquale Ruju         | Pasquale Ruju     | Ugolino Cossu        | Angelo Stano |
| 150 | Il bacio della vipera      | marzo                 | Pasquale Ruju         | Pasquale Ruju     | Giovanni Freghieri   | Angelo Stano |
| 151 | Il lago nel cielo          | aprile                | Cristina & Pippo Neri | Tiziano Sclavi    | Bruno Brindisi       | Angelo Stano |
| 152 | Morte a domicilio          | maggio                | Pasquale Ruju         | Pasquale Ruju     | Giampiero Casertano  | Angelo Stano |
| 153 | La strada verso il nulla   | giugno                | Carlo Lucarelli       | Tiziano Sclavi    | Giovanni Freghieri   | Angelo Stano |
| 154 | Il battito del tempo       | luglio                | Michele Medda         | Michele Medda     | Luigi Piccatto       | Angelo Stano |
| 155 | La nuova stirpe            | agosto                | Pasquale Ruju         | Pasquale Ruju     | Corrado Roi          | Angelo Stano |
| 156 | Il gigante                 | settembre             | Tiziano Sclavi        | Tiziano Sclavi    | Giampiero Casertano  | Angelo Stano |
| 157 | Il sonno della ragione     | ottobre               | Paola Barbato         | Paola Barbato     | Bruno Brindisi       | Angelo Stano |
| 158 | Nato per uccidere          | novembre              | Pasquale Ruju         | Pasquale Ruju     | Maurizio Di Vincenzo | Angelo Stano |
| 159 | Percezioni extrasensoriali | dicembre              | Pasquale Ruju         | Pasquale Ruju     | Ugolino Cossu        | Angelo Stano |

## Abissi di follia
Dylan Dog decide di indagare, sotto copertura, a Serenity House, una clinica psichiatrica in cui pazienti e addetti ai lavori muoiono in circostanza misteriose. Si farà quindi ricoverare sotto falso nome per scoprire la verità.

## L'alieno
Ancora una missione sotto copertura per Dylan Dog che questa volta, assieme al suo assistente Groucho, si farà assumere come bibliotecario al collegio St. August per indagare sullo studente Justin Green. Pare infatti che, a seguito di un incidente in cui qualcosa caduto dal cielo sia finito dentro la sua testa, il ragazzo abbia assunto incredibili poteri.

## Il bacio della vipera
Un uomo viene ucciso da un serpente gigante all'interno della sua automobile. Dylan Dog indagherà per scoprire se l'assassinio è da ricondurre a Viper, una spogliarellista che lavora in uno squallido night club. 

## Il lago nel cielo
Spring Shorend è una vecchia amica d'infanzia di Dylan Dog, oggi donna in carriera. I due si recheranno al lago Whirl dove incontreranno la civiltà degli Acquatici e capiranno perché Spring, da dolce bambina, si è costruita col tempo una corazza che l'ha cambiata in una crudele arrivista.
- Il particolare di una vignetta omaggia l'opera La grande onda di Kanagawa facente parte delle trentasei vedute del monte Fuji dell'artista giapponese Katsushika Hokusai.

## Morte a domicilio
Timothy Penderwhile è un mite e tranquillo commesso viaggiatore che, di punto in bianco, si trasforma in uno spietato assassino. Dylan Dog cercherà di scoprire cos'è la voce che Timothy sente dentro la sua testa e che lo spinge a uccidere.

## La strada verso il nulla
Dylan Dog, imbottigliato nel traffico a causa di un incidente, decide di prendere una deviazione. Si troverà così a ripercorrere sempre la stessa strada con la Morte al suo fianco.
- Il soggetto di questo albo è dello scrittore, regista e sceneggiatore Carlo Lucarelli.

## Il battito del tempo
I bambini dell'Isola che non c'è di Peter Pan, sono ormai divenuti adulti. Non si rassegnano però a dover invecchiare, così Dylan Dog dovrà indagare per scoprire di quale orrendo crimine si sono macchiati pur di raggiungere il loro scopo.
- In una pagina, quando si racconta che fine fecero i vari personaggi della storia di Peter Pan, si vedono anche le sirene che sono diventate umane e hanno formato un gruppo diventando le Spice Girls.

## La nuova stirpe
Patricia Stern dà alla luce il piccolo Josh, un bambino con strane caratteristiche fisiche. Due opposte fazioni, una setta che cerca di rapirlo per scoprire di quali poteri sia dotato e gli Abitatori del Buio, che pare vogliano proteggerlo, si contenderanno il bambino. Dylad Dog interverrà cercando di capire da quale parte sia giusto schierarsi.

## Il gigante
Scotland Yard è sulle tracce di un serial killer che decapita le sue vittime. Darby Dadd è una ragazza convinta che i delitti siano stati commessi dal gigante Zaron. Decide così di contattare Dylan Dog affinché risolva il caso, rispedendo così il gigante dal mondo fantastico dal quale proviene. 

## Il sonno della ragione
Dylan Dog trova, un giorno di pioggia, una giovane ragazza nuda che non parla e sembra aver perso le facoltà motorie. Dopo aver indagato sulla ragazza, scoprirà la sua vera identità e il fardello che porta con sé.
- La copertina dell'albo è una fedele riproduzione del celebre Urlo di Munch con la sola differenza che la persona che urla sgomenta è Dylan Dog.

## Nato per uccidere
Chris e Ginger Morn sono una coppia di spietati killer in stile Bonnie e Clyde. Quando Ginger, stanca di questa vita, decide di rivolgersi a Dylan Dog, interverrà Number, un amico di Chris che pare essere il segretario della Morte.

## Percezioni extrasensoriali
Clarisse Anderson, criminologa dotata di poteri ESP, si reca ad un convegno di persone coi suoi stessi poteri, qui incontra Dylan Dog. Sulle tracce della ragazza c'è Benjamin, un assassino col volto coperto da una maschera che cercherà di uccidere lei e tutti i partecipanti al convegno. Dylan Dog cercherà quindi di salvarla e scoprire chi è l'assassino.